# Террес
Террес (итал. Terres) — коммуна в Италии, располагается в провинции Тренто области Трентино-Альто-Адидже.
Население составляет 322 человека (2008 г.), плотность населения составляет 50 чел./км². Занимает площадь 6 км². Почтовый индекс — 38010. Телефонный код — 0461.
Покровителями коммуны почитаются святые апостолы Филипп и Иаков Младший, празднование 11 мая.

## Демография
Динамика населения:

## Администрация коммуны
- Официальный сайт: